# ديميتري كيتسيكيس
ديميتري كيتسيكيس، ((باليونانية: Δημήτρης Κιτσίκης)؛ من مواليد 2 يونيو 1935) هو عالم تركي يوناني، وأستاذ العلاقات الدولية والجغرافيا السياسية، وشاعر.

## الحياة
ديميتري كيتسيكيس هو أستاذ تركي، وعالم سينولوجي للعلاقات الدولية والجغرافيا السياسية في جامعة أوتاوا في أوتاوا، أونتاريو، كندا منذ عام 1970، وزميل الجمعية الملكية الكندية؛ حصل على درجة الدكتوراه عام 1963 من جامعة السوربون في باريس تحت إشراف بيير رينوفين. وقد تم اختياره واحدًا من «ثلاثة مفكرين جيوسياسيين كبار في جميع أنحاء العالم مع كارل هوشوفر، وهالفورد ماكيندر وديميتري كيتسيكيس».
ينحدر أصل كيتسيكيس من عائلة أرثوذكسية يونانية بارزة من المثقفين والمهنيين المشهود لهم باليونان في القرن التاسع عشر. ويحمل كل من الجنسيات الفرنسية، والكندية، واليونانية. كان والده نيكولاس كيتسيكيس (1887–1978)، رئيس مدرسة البوليتكنيك في أثينا، وأشهر مهندس مدني في اليونان، وسيناتورًا ونائبًا في البرلمان. وكان عمه، كونستانتينوس كيتسيكيس (1893-1969)، مهندسًا معماريًا مشهورًا، وجده، كان كبير القضاة، ديميتري كيتسيكيس الأب (1850–1898)، في أثينا عام 1865، وهو من جزيرة ليسبوس. ولدت والدته، بياتا كيتسيكيس نيي بيتيشاكيس (Μπεάτα Πετυχάκη)، في هيراكليون، كريت، وهي من عائلة كريت ثرية ونبلاء إيطاليون يونانيون من تريست من أصل مختلط من الروم الكاثوليك والأرثوذكس. أسس والدها، إيمانويل بيتيتشاكيس، مصنعًا لإنتاج المشروبات في القاهرة، مصر.
أثناء الحرب الأهلية اليونانية، وفي سن الثانية عشرة، أرسل أوكتاف ميرلير، رئيس المعهد الفرنسي في أثينا، كيتسيكيس إلى مدرسة داخلية في باريس،  لأنه حُكم على والدته بالإعدام كمقاتلة شيوعية. ومكث في فرنسا لمدة 23 عامًا مع زوجته البريطانية آن هوبارد، ابنة كبير القضاة، والتي تزوجها في اسكتلندا عام 1955. سافر ديميتري كيتسيكيس بعدها إلى جمهورية الصين الشعبية حيث أصبح ماويًا ملتزمًا. ثم تمت ترقيته إلى منصب مشارك ثم إلى أستاذ كامل بعد أن دعته جامعة أوتاوا إلى كندا عام 1970. ومنذ ذلك الحين، يعيش ويعمل في أوتاوا وكذلك في أثينا.
منذ أن كان كيتسيكيس طفلًا، كانت لديه فكرة ثابتة: لم يرغب فقط في التوفيق بين اليونانيين والأتراك، ولكن أيضًا لتوحيدهم في اتحاد يوناني تركي سيكون (إلى حد ما) تجسيدًا للإمبراطوريات البيزنطية/العثمانية؛ وبالتالي يملأ الفراغ السياسي والثقافي والاقتصادي الذي خلفه غيابهم في منطقة شرق البحر الأبيض المتوسط. كان مسيحيًا أرثوذكسيًا متدينًا، وقد تعاطف مع الديانة التركية البكتاشوية-العلوية  وسعى إلى التحالف مع الأرثوذكسية، من أجل تشكيل أساس لاتحاد سياسي مستقبلي بين أثينا وأنقرة. وكان يؤمن بتعاون المجتمعات الدينية، كما هو الحال في نظام الملل للإمبراطورية العثمانية، وعمل بشكل وثيق مع المسلمين الشيعة في إيران.
منذ السبعينيات قام بتدريس التاريخ الصيني والتركي والأيديولوجيات السياسية والجغرافيا السياسية في عدد من الجامعات في الغرب. تُرجم عدد كبير من كتبه إلى العديد من اللغات، بينما نُشرت مقالات تتعلق بعمله باللغات الصينية ولغات البلقان والألمانية والفرنسية والإنجليزية والإسبانية والبرتغالية والروسية. ويعتبر مدرس أحمد داوود أوغلو.
في وقت لاحق، درس في جامعة بيلكنت في أنقرة وجامعة جيدز في إزمير وأصبح أحد أقرب الأصدقاء والمستشارين لرئيس الجمهورية التركية، تورغوت أوزال. إنه شخصية عامة في اليونان وكان صديقًا مقربًا ومستشارًا لرئيس الوزراء اليوناني كونستانتينوس كارامانليس في الستينيات والسبعينيات. يساهم بانتظام بمقالات سياسية في المجلات اليونانية، ومنذ عام 1996، ينشر في أثينا مجلة فصلية يونانية عن الجغرافيا السياسية تحمل اسم نموذج الحضارة، "Endiamese Perioche ، Ἐνδιάμεση Περιοχή" أو "Intermediate Region".

## عملة

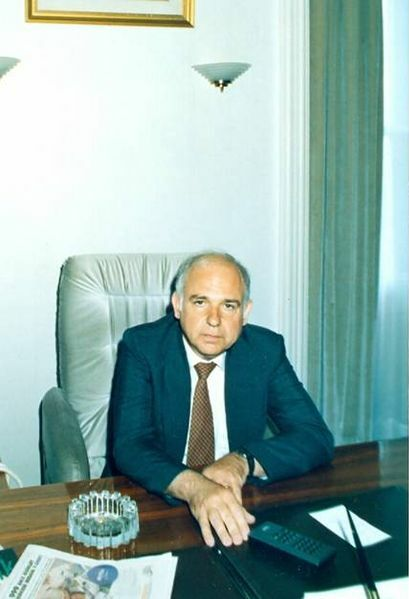
كيتسيكيس في مكتبه داخل القصر الرئاسي جانكايا كوشكو في أنقرة ، تركيا ، 1990، عندما كان مستشارًا للرئيس التركي تورغوت أوزال.

منذ ربيع عام 2016، كان من أشد المؤيدين لدونالد ترامب من خلال المقابلات العديدة التي أجراها (متوفرة على موقع يوتيوب) وتغريداته، رغم كل الصعاب، بانتخابه في نوفمبر 2016 رئيسًا للولايات المتحدة.
له علاقة قوية بالزعيمين الصينيين ماو تسي تونغ ودنغ شياو بينغ. خلقت كتبه باللغة اليونانية واحدة من أعظم الخلافات التي واجهتها في التأريخ اليوناني. حتى أنها نوقشت في البرلمان اليوناني. تم التشكيك بشدة في الفكرة الراسخة المتمثلة في استعباد الأتراك لليونانيين وسلسلة من المعتقدات حول الإمبراطورية العثمانية، والتي تم تدريسها تقليديًا في المدارس والجامعات في جميع أنحاء اليونان، مثل قصة ما يسمى بـ «المدرسة السرية». بينما كان والده نيكوس كيتسيكيس، عميد مدرسة البوليتكنيك، عضوًا يساريًا في البرلمان وعضوًا في مجلس الشيوخ وعمدة منتخبًا لأثينا، فإن ديميتري كيتسيكيس يعارض النظام البرلماني، الذي يعتبره غريبًا على النموذج اليوناني للحكومة من قبل الناس أو لاوقراطية ، اليونانية "λαοκρατία".
منذ الستينيات، هو المنظر المعترف به، أولاً في اليونان ثم في تركيا، لفكرة كونفدرالية يونانية تركية، والتي روج لها من خلال التأثير على رجال الدولة والسياسيين والصحفيين والفنانين والمفكرين في كلا البلدين. وحققت كتبه باللغة التركية أكثر الكتب مبيعًا في تركيا وأشاد بها رئيس وزراء تركيا. حافظ على علاقات وثيقة مع رئيس الوزراء كونستانتينوس كارامانليس رئيس اليونان وتورغوت أوزال الرئيس التركي السابق. لقد كان البادئ في فرنسا لفرع تاريخ العلاقات الدولية الذي يتعامل مع الدعاية والضغط كسلاح حكومي للسياسة الخارجية. كما فتح الطريق أمام دراسة التكنوقراطية في السياسة الدولية. وأصر على أن الدين عنصر أساسي في السياسة الدولية وسعى من خلال المؤتمرات والوسائل الأخرى لتسهيل التعاون بين الأديان الرئيسية الأربعة: اليهودية والمسيحية والإسلام والهندوسية. نظم حوارات أرثوذكسية مع الشيعة الإيرانيين والهندوس الهنود. عمل مع اليهود الإسرائيليين والكاثوليك الأصوليين من كيبيك، حيث أنتج مع طلابه المجلة الفصلية Aquila (النسر) التي روجت للفكرة الإمبراطورية البيزنطية في الأوساط الكاثوليكية، مع وجود نسر برأسين على الغلاف الأمامي. كما عمل بشكل وثيق مع حركة فتح الله غولن المسلمة السنية (انظر «منبر حوار الحضارات» لغولن). ومع ذلك، فإن فكرة الهيلينية العالمية سائدة في جميع أعماله وتدريسه. وقد ابتكر نموذجًا  لنهج جديد للأيديولوجيات السياسية الثلاثة لليبرالية والفاشية والشيوعية، وقد نشر كتابًا عن تاريخ الصين. وهو مؤسس فرع الدراسة المعروف باسم Photohistory.
وهو أيضًا شاعر معروف، له ست مجموعات شعرية نشرها بيير جان أوزوالد (باريس) ونعمان (كيبيك) وكيدروس (Κέδρος) وهيستيا (Ἑστία) وأكريتاس (Ἀκρίτας). وفي عام 1991، تم تكريمه بأول جائزة يونانية تركية للشعر عبدي إيبكجي. كما اُستخدمت قصائده في كتب الفنانة اليونانية جورجيت كمباني. في عام 2007، تم نشر تاريخ مقارن لليونان والصين من العصور القديمة حتى الوقت الحاضر . والكتاب جدير بالملاحظة من حيث أنه يركز على العلاقة بين الحضارتين طوال تاريخهما الممتد على مدى ثلاثة آلاف عام. تطرح الدراسة مفهومين:
1. الحضارة اليونانية الصينية في سياق عالمي
2. تعبيرها السياسي خلال الـ2500 سنة الماضية، أي الإمبراطورية المسكونية كنموذج تنظيمي مجيد.[45]

## التأثير على السياسة التركية
كان كيتسيكيس أستاذًا لرئيس الوزراء السابق أحمد داود أوغلو  ومستشارًا مقربًا للرئيس السابق توركوت أوزال. يُعتقد أنه كان له تأثير حاسم على أفكار داود أوغلو الجيوسياسية. كتب كيتسيكيس في حسابيه على Facebook وTwitter ، في اليوم التالي للاستفتاء التركي 2017: «المسيح قام! قامت الإمبراطورية! قام العالم العثماني! عادت المنطقة الوسطى للحياة مرة أخرى! يعيش الرئيس أردوغان! فقد فتح الله غولن، الأب الروحي لأردوغان السابق، لكن أفكاره انتصرت من خلال تلميذه أردوغان. ديميتري كيتسيكيس».

## مؤسسة ديميتري كيتسيكيس العامة
تأسست مؤسسة ديميتري كيتسيكيس العامة في أثينا، اليونان، بموجب المرسوم الرئاسي 129.

## قراءة موسعة
- Ησαΐας Κωνσταντινίδης ، Δημήτρης Κιτσίκης. Γεωπολιτικὴ βιογραφία ، Αθήνα ، Εκδόσεις "Ίδρυμα Δημήτρη Κιτσίκη"، 2013.(ردمك 978-618-80404-7-2)رقم ISBN 978-618-80404-7-2 (Esaias Konstantinidis، «Dimitri Kitsikis: A Geopolitical Biography»)
- Χρήστος Κυπραίος، Ἡ ἰδεολογία τοῦ ἑλληνοτουρκισμοῦ: Ἀπὸ τὸν Γεώργιο Τραπεζούντιο στὸν Δημήτρη Κιτσίκη ، أثينا، Exodos، 2019,185 صفحة، رسوم توضيحية.(ردمك 978-618-84162-0-8)رقم ISBN 978-618-84162-0-8 (Christos Kypraios ، «إيديولوجية Hellenoturkism: من جورج طرابزون إلى ديميتري كيتسيكيس»)

## روابط خارجية
- جامعة أوتاوا - ديميتري كيتسيكيس نسخة محفوظة 11 أبريل 2009 على موقع واي باك مشين.
- مجلة «المنطقة المتوسطة» (اليونانية)
- مؤسسة ديميتري كيتسيكيس العامة "
- Kitsikis & Dugin parallel approaches على يوتيوب
- درين طريح حزيران 2017
- Endiamese Perioche - مدونة ديميتري كيتسيكيس